# سلسلة هواوي بي

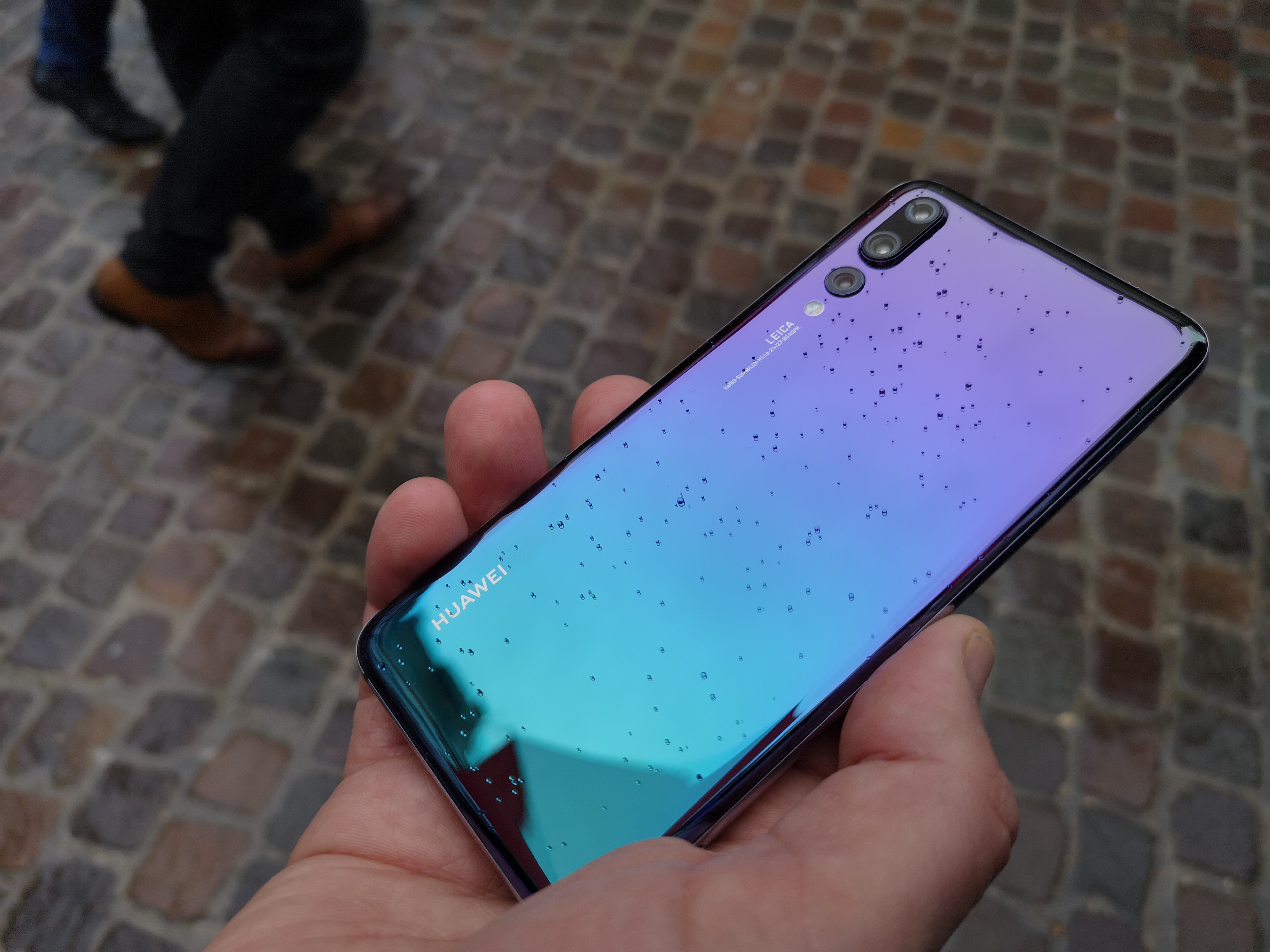
هواوي P20 Pro

سلسلة هواوي بي (سابقا هواوي ايسند بي سلسلة) هو خط الهواتف الذكية التي تنتجها شركة هواوي. تم تسويق سلسلة بي سابقًا كجزء من علامة Ascend التجارية الأكبر لشركة هواوي، ولكن تم إسقاطها منذ ذلك الحين.
بموجب إيقاع إصدار الأجهزة الحالي للشركة، عادةً ما يتم توجيه هواتف سلسلة بي نحو المستهلكين العاديين مثل الهواتف الذكية الرئيسية للشركة، وتنقيح وتوسيع التقنيات المقدمة في أجهزة سلسلة هواوي ميت (والتي يتم وضعها عادةً تجاه المستخدمين الأوائل ). سلطت السلسلة بي تركيزًا قويًا على وظائف الكاميرا ؛ منذ عام 2016، وبداية من Huawei P9، دخلت هواوي في شراكة هندسية مشتركة مع الشركة المصنعة الألمانية لايكا .

## الهواتف

### ايسند P1
تم إصدار Huawei P1 في 19 يوليو 2012 في كندا، المسمى Ascend P20 lite.

### ايسند P7
تم الإعلان عن Huawei Ascend P7 في 7 مايو 2014 وتم إصداره في 7 يونيو 2014. كان آخر هاتف يحمل اسم Ascend.

### P10 lite و P10 و P10 Plus

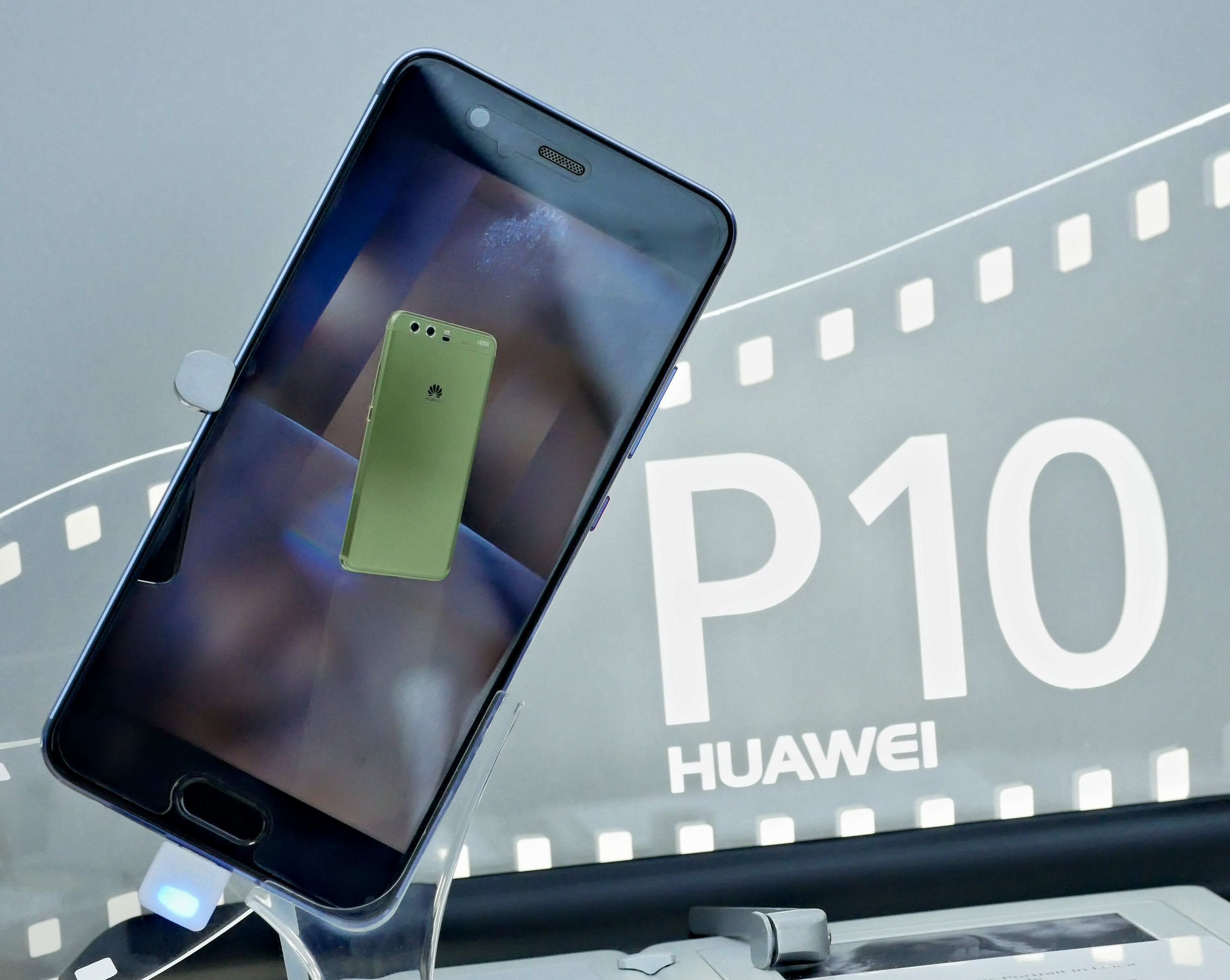
هواوي بي 10